# آب‌انبار آقا شهاب
آب‌انبار آقاشهاب مربوط به دوره صفوی است و در آران و بیدگل، خیابان ۲۲ بهمن، کوچهٔ بنی‌طباء واقع شده است؛ و این اثر در تاریخ ۹ بهمن۱۳۸۴ با شمارهٔ ثبت ۱۴۲۰۷ به‌عنوان یکی از آثار ملی ایران به ثبت رسیده است.

## تاریخچه، مشخصات
این بنا توسط میرزا معصوم طباطبائی فرزند محمد طباطبائی در سال ۱۰۸۹ ساخته شده است. در حدود ۸۰ سال پیش آقا شهاب طباطبائی از نوادگان میرزا معصوم این بنا را تعمیر کرده است. پس از مدتی دوباره روبه خرابی گذاشته است. از این رو، این آب‌انبار به نام او خوانده می‌شود.
کتیبه‌ای سنگی داخل این آب‌انبار یافت شده است که به سال ساخت بنا برمی‌گردد.
این آب‌انبار در زمینی به مساحت ۴۰۰ مترمربع احداث شده است و زیربنای آن ۳۷۵ مترمربع می‌باشد.
این آب‌انبار دارای چهار بادگیر بوده که پس از تخریب دوباره به شکل اولیه بازسازی شده است. سردرِ آب‌انبار به خاطر تخریب ساباط متصل به آن، فروریخته اما به شکل کاملاً ساده‌ای بازسازی شده است.
به کوشش سازمان میراث فرهنگی طاق چشمه‌های مخزن و همچنین کف فرش روی بام، مرمت شده است.